# Ивановка (Кормянский район)
Ивановка (бел. Іванаўка) — деревня в Ворновском сельсовете Кормянского района Гомельской области Беларуси.

## География

### Расположение
В 17 км на юг от Кормы, в 65 км от железнодорожной станции Рогачёв (на линии Могилёв — Жлобин), в 102 км от Гомеля.

## Транспортная сеть
Рядом автодорога Корма — Чечерск. Планировка состоит из прямолинейной, ориентированной с юго-запада на северо-восток улицы, к которой с юга присоединяется короткая улица. Застройка двусторонняя, неплотная, деревянная, усадебного типа.

## История
Основана в начале XX века переселенцами из соседних деревень. В 1930 году жители вступили в колхоз, работала ветряная мельница. Согласно переписи 1959 года в составе колхоза имени Г. М. Димитрова (центр — деревня Ворновка).

## Население

### Численность
- 2004 год — 3 хозяйства, 5 жителей.

### Динамика
- 1959 год — 85 жителей (согласно переписи).
- 2004 год — 3 хозяйства, 5 жителей.